# Commissaire européen à l'Élargissement et à la Politique européenne de voisinage
Le commissaire à l'Élargissement et à la Politique européenne de voisinage est le membre de la Commission européenne chargé de superviser les processus d'adhésion des potentiels nouveaux États membres et les relations avec les États frontaliers de l'Union européenne.
Huit pays sont dans leur procédure d'adhésion : l'Albanie,la Bosnie-Herzégovine, la Macédoine du Nord, la Moldavie le Monténégro, la Serbie, la Turquie et l'Ukraine. La Croatie est le dernier pays à avoir adhéré, le 1er juillet 2013.

## Compétences
Le commissaire est chargé de la politique de l’Union européenne envers les pays frontaliers de celle-ci, c'est-à-dire les pays d'Europe de l’Est, des Balkans, de la Méditerranée orientale et d'Afrique du Nord. La politique d'élargissement est tournée vers les pays potentiellement candidat à l’adhésion à l'Union européenne tandis que la politique de voisinage concerne les pays pour lesquels l'adhésion n'est pas possible (par exemple les pays d'Afrique du Nord).
Le Commissaire à l'élargissement et à la politique européen de voisinage et à la tête de la Direction générale pour l’élargissement, actuellement[Quand ?] dirigé par le Britannique Michael Leigh. 

### Élargissement
Depuis la création des Communautés européennes le nombre d'États membres est passé de 6 à 27. L'élargissement est l'un des aspects les plus importants de l'intégration européenne et a été fondamental pour faire valoir son influence sur l'Europe centrale et orientale après la fin de la guerre froide et pour stabiliser ces pays.
Actuellement, Huit pays sont officiellement candidats à l'adhésion à l'Union européenne :
- Albanie
- Bosnie-Herzégovine
- Macédoine du Nord
- Moldavie
- Monténégro
- Serbie
- Turquie
- Ukraine

### Autres compétences

#### Depuis 2010: la politique européenne de voisinage
La politique européenne de voisinage a progressivement été mise au point pour établir des relations avec les pays voisins sur les frontières de l'Union européenne, mais qui sont situées en dehors du continent européen et loin d'une perspective d'adhésion à l'UE.
Au début de 2011, la politique européenne de voisinage a pris une importance particulière en raison des changements politiques en Afrique du Nord, qui a exigé un réexamen de la politique européenne et sa valorisation.

## Commissaires successifs
| Commissaire                     | Nationalité        | Commission                          | Durée              | Charges supplémentaires (en dehors de l’élargissement)                                                                                           |
| ------------------------------- | ------------------ | ----------------------------------- | ------------------ | --- |
| Jean-François Deniau            | France             | Commission Rey                      | 1967 - 1970        | - Commerce extérieur - Pays en voie de développement                                                                                             |
| Lorenzo Natali                  | Italie             | Commission Jenkins Commission Thorn | 1977 - 1981 - 1985 | - Environnement et sûreté nucléaire - Politique méditerranéenne - Information                                                                    |
| Claude Cheysson                 | France             | Commission Delors I                 | 1985 - 1989        | Politique méditerranéenne et relations Nord-Sud                                                                                                  |
| Abel Matutes                    | Espagne            | Commission Delors II                | 1989 - 1993        | Politique méditerranéenne et relations avec l’Amérique latine                                                                                    |
| Hans van den Broek              | Pays-Bas           | Commission Delors III               | 1993 - 1995        | Relations extérieures |
| Manuel Marín Hans van den Broek | Espagne Pays-Bas   | Commission Santer Commission Marín  | 1995 - 1999        | Relations avec les Pays du Sud de la Méditerranée, de l’Amérique latine et du Moyen-Orient Relations avec les pays d'Europe centrale et de l’est |
| Günter Verheugen                | Allemagne          | Commission Prodi                    | 1999 - 2004        | |
| Günter Verheugen Janez Potočnik | Allemagne Slovénie | Commission Prodi                    | 2004               | |
| Olli Rehn                       | Finlande           | Commission Barroso I                | 2004 - 2010        | |
| Štefan Füle                     | République tchèque | Commission Barroso II               | 2010 - 2014        | Politique de voisinage |
| Johannes Hahn                   | Autriche           | Commission Juncker                  | 2014 - 2019        | Politique de voisinage |
| Olivér Várhelyi                 | Hongrie            | Commission von der Leyen I          | 2019 - 2024        | Politique de voisinage |
| Marta Kos                       | Slovénie           | Commission von der Leyen II         | 2024 - en fonction | |

## Sources
- (it) Cet article est partiellement ou en totalité issu de l’article de Wikipédia en italien intitulé « Commissario europeo per l'allargamento e la politica di vicinato » (voir la liste des auteurs).